# Tiporus
Tiporus is een geslacht van kevers uit de familie  waterroofkevers (Dytiscidae).
Het geslacht is voor het eerst wetenschappelijk beschreven in 1985 door Watts.

## Soorten
Het geslacht omvat de volgende soorten:
- Tiporus alastairi (Watts, 1978)
- Tiporus centralis (Watts, 1978)
- Tiporus collaris (Hope, 1841)
- Tiporus denticulatus (Watts, 1978)
- Tiporus georginae Watts, 2000
- Tiporus giuliani (Watts, 1978)
- Tiporus josepheni (Watts, 1978)
- Tiporus lachlani Watts, 2000
- Tiporus moriartyensis Watts, 2000
- Tiporus tambreyi (Watts, 1978)
- Tiporus undecimmaculatus (Clark, 1862)